# 丁丁战猴王
《丁丁战猴王》，是中国上海美术电影制片厂于1980年出品的动画电影，根据连环画《小孙和老孙》改编，全长26分钟左右。片中延续《大闹天宫》的原始画风。中国大陆的大多音像制品将其命名为《孙悟空奇遇小丁丁》。

## 内容概要
丁丁看孙悟空大闹天空的动画片正起劲时，关掉电视机来到书桌前认真做起作业来，猴王不满丁丁不将他的精彩表演看完，从电视机里跳出来欲问个究竟，丁丁解释说每天都会按时做功课。猴王不懂何为做功课，丁丁又解释做功课是为学知识，知识就是科学，并讲科学的力量巨大。猴王一听不服，认为世间没有什么力量能大过他，说话间，他因棒打代表科学的金钥匙一个不小心进入一道化学工序的流程，幸亏丁丁及时出手，他才没被弄成肉酱。但猴王并没因此甘拜科学下风，丁丁为让他输得口服心服，带上金钥匙同他来到外面更为宽广的地方一比高低。

## 主创人员
- 编剧：欧阳宇平、余心晨、胡进庆
- 导演：胡进庆
- 摄影：唐萱楚
- 动作：吴云初、薛梅君、查代、姜菊芬
- 背景：伍仲文、沈同春
- 绘制：严绍南
- 作曲：段时俊
- 指挥：志光海
- 演奏：上海电影乐团